# Dobránszky Zoltán
Dobránszky Zoltán (Munkács, 1936. február 23. – Budapest, 2005. június 9.) magyar színész, szinkronszínész. Testvére Dobránszky Zsuzsanna, operaénekes.

## Életpályája
1960-tól 1966-ig a Miskolci Nemzeti Színházban, 1966–1969-ben a veszprémi Petőfi Színházban, 1969–1972 között pedig a Vidám Színpadon játszott. Fellépett a Család ellen nincs orvosság, az Euripidész Andomakhéja, a Kincskereső kisködmön, az Ön is lehet gyilkos és a Pénz áll a házhoz című színdarabokban. Kevés filmben játszott, a televízióban a Kabos-show-ban, illetve a Szomszédok c. teleregény mellékszerepében, Madaras(i) Bandiként tűnt fel. Kellemes hangja révén gyakorta foglalkoztatott szinkronszínész volt.

## Családja
Első feleségétől Urbán Erika színésznőtől elvált. Élettársa Landeszman Judit énekesnő és színházi súgó volt, fia Dobránszky Zoltán. Testvére Dobránszky Zsuzsanna, operaénekes.

## Színpadi szerepei
- Hubay Miklós: Tüzet viszek....Valér
- Alfonso Pasolo: Ön is lehet gyilkos....Caballo felügyelő (Jászai Mari Színház, Karinthy Színház, Ruttkai Éva Színház)
- Pénz áll a házhoz....A maffiózó
- Vaszary Gábor: Az ördög nem alszik....Horace, az ügyvéd (Gyulai Várszínház)
- Jean Letraz: A szerencse fia....Rendőr (Újpesti Színház)
- Kosztolányi Dezső: Édes Anna....Ficsor, házmester (Gózon Gyula Kamaraszínház)
- Ray Cooney: Család ellen nincs orvosság....Sir Willoughby
- Euripidész: Andromakhé....Péleusz
- Móra Ferenc: Kincskereső kisködmön

### Miskolci Nemzeti Színház
| - Lev Nyikolajevics Tolsztoj: Háború és béke....Sándor cár - Fejes Endre: Rozsdatemető....Híres István - Németh László: Nagy család...Vogel Karcsi - Mikszáth Kálmán: A Noszty fiú esete Tóth Marival....Kozsehuba, vendéglős - Szirmai Albert–Bakonyi Károly: Mágnás Miska....Mixi - Scribe: Egy pohár víz....Masham - Frederick Loewe: My Fair Lady....Kárpáthy Zoltán - Karinthy Ferenc: Budapesti tavasz....Markó - Cervantes: Don Quijote....Negyedik katona - Egon Erwin Kisch: Az ellopott város....Népénekes - Szinetár György: Az első tavasz....Bender Félix - Tóth Miklós: Jegygyűrű a mellényzsebben....Barsi Pál - Madách Imre: Az ember tragédiája....Gábor főangyal - Molière: A fösvény....Fecske - Gáspár Margit: Hamletnek igaza volt....Frici, Kalotai Lili fia - Szedő Lajos: Hamupipőke....Királyfi - Mikszáth Kálmán: Havasi szerelem....Mihályi, a főbíró cimborája - Szabó György: Játék és igazság....A társulat tagja - Tokaji György: Kérem a panaszkönyvet!....Rendőr | - Shakespeare: A windsori víg nők....Pistol - Sardou: Szókimondó asszonyság....Neiperg gróf - George Bernard Shaw: Szent Johanna....Dunois - Shakespeare: Othello....Rodrigo - Trenyov: A Néva partján....Lenin titkára - Móricz Zsigmond: Nem élhetek muzsikaszó nélkül....Mokány Berci - Hervé: Nebáncsvirág....Róbert hadnagy - Bogoszlovszkij–Dihovicsnij: Nászutazás....Kosztya - Haán Endre–Szekeres Ilona: Mesefa virága....Csatlós - Jékely Zoltán: Mátyás király juhásza....Kölönte, udvari bolond - Csiky Gergely: Mákvirágok....Darvas Károly - Gádor Béla: Lyuk az életrajzon....Kemény - Arisztophanész: Lysistraté....Fiatal athéni tanácsos - Lehár Ferenc: Luxemburg grófja....Saville - Mikszáth: Különös házasság....Jeszenka, pandúr - Tabi László: Különleges világnap....Poharas - Kundera: Kulcsok....Jirka - Kardos György: Krisztina kisasszony....Durand, őrmester - Jókai Mór: A kőszívű ember fiai....Tormándy - Millöcker: A koldusdiák....Kadett |

### Vidám Színpad
| - Vaszary Gábor: Az ördög nem alszik....Horace, az ügyvéd - Hol a határ? - Volt egyszer egy wadkelet - Zsudi József: Egy füst alatt - Raoul Praxy: Hölgyeim elég volt....Josef, szolga - Valahogy Európába az Ibusszal - Az élettől keletre - Görgey Gábor: Huzatos ház....Rendező - Kabos-show - Jean Poiret: Kellemes húsvéti ünnepeket!....Walter úr - Szenes Iván: Hajrá, magyarok! - Romhányi József: A Rímfaragó - Vaszary Gábor: Bubus....Kovács - Meddig lehet elmenni? - Kriminális kabaré - A családban marad - Nyomjuk a 'sóder'-t?! | - Caillavet: Egy király Párizsban....Lelorrain, miniszterelnök - Észnél legyünk! - Nóti Károly: Nyitott ablak....Károly - Hart–Kaufmann: Így élni jó....Paul Sycamore - Micsoda cirkusz - Él még a kabaré?! - Bencsik Imre: Kutyakomédia....Dömötör - Mesebeszéd - John Gay: Polly Amerikában....Tsiheepuhee, az indián törzsfőnök fia - Lassan a Pesttel! - Teknősbéka, vagy ki az őrült a csárdában? - Brecht–Lane: Happy end....Markec Bobby, a "professzor" - Görgey Gábor–Gádor Béla: Részeg éjszaka....Kerekes - Ray Cooney: Délután a legjobb....Szállodaigazgató - Aki néző akar lenni |

### Veszprémi Petőfi Színház
| - Illyés Gyula: A különc....Crenneville - Dobozy Imre: A tizedes meg a többiek....Szijártó István, nyomdász - Petőfi Sándor: A helység kalapácsa....Kántor - Shakespeare: Lóvá tett lovagok....Bunkó - Scarnicci–Tarabusi: Kaviár és lencse....Antonio - Friedrich Dürrenmatt: Meteor....Johen - Németh László: Apáczai....Barcsay Ákos - Ondracek: Gentlemanek....Juan - Tabi László: Spanyolul tudni kell....Pilony Zapata - Gáspár Margit: Az állam én vagyok....Von Dostow, miniszter - Szerb Antal: Ex....Badajoz belügyminiszter | - Sagan: Ájult ló....Hubert Darsay - Alekszandr Puskin: Borisz Godunov....Puskin - Illyés Gyula: Fáklyaláng....Szemere Bertalan, miniszterelnök - Schwajda György: Bohóc....Zoltán - Carlo Goldoni: Mindenki jegyben jár avagy a chioggiai csetepaté....Beppe - Sarkadi Imre: Ház a város mellett....Péter - Szinetár György: Új mesék az írógépről....Galambos János - Barillet–Grédy: A kaktusz virága....Norbert - Visnyevszkij: Optimista tragédia....Főkolompos - Gyárfás Miklós: Kényszerleszállás....Samuel Waugham Colbert |

### Mikroszkóp Színpad
- Csak az igazat…
- A tetőn dolgoznak!

## Filmjei

### Játékfilmek
- Vasúti helybiztosítás[3]
- Tűzgömbök (1975)
- Szép halál volt (2002)

### Tévéfilmek
- Szép maszkok (1974)
- Megtörtént bűnügyek sorozat A müncheni férfi című rész (1976) Főorvos
- A hátvéd halála és feltámadása (1981)
- Petőfi 1–6. (1981)
- Barátok vagy ellenfelek? 2 (1981)
- Mint oldott kéve 1–7. (1983)
- Örökkön-örökké (1984)
- Széchenyi napjai (1985)
- Szomszédok (1987-1999) Madaras(i) Bandi üzletvezető
- Uborka (1992) hang
- Szeress most! (2004)
- Barátok közt (2005)[4]

### Szinkronszerepei
- Atlantisz – Az elveszett birodalom (2001): Preston B. Whitmore John Mahoney

## Sorozatbeli szinkronszerepek
- Az Onedin család: Sir. Gerald: Barrie Cookson
- Twin Peaks: Pete Martell - Jack Nance
- Happy Holiday: Giancarlo - Claudio Caramaschi
- A vándor: Mathias - Otto Tausig
- Egy kórház magánélete: Dr. Donald Westphall - Ed Flanders
- Visszatérés az édenbe: Bill McMaster - Peter Gwynne
- Spech tanár úr: Julius Hartlaub - Charles Brauer
- A Faller család: Wilhelm Faller - Lukas Ammann
- A fehér lovag: Rune Jansson - Anders Nyström
- Fehér névjegykártya: Kazimierz, Hans Heinrich's Secretary - Zygmunt Bielawski
- Elképesztő övezet: C.D. LeBlanc - Barry Corbin
- Cagney és Lacey: Paul La Guardia - Sidney Clute
- Pacific Blue: Elvis Kryzcewski - David L. Lander
- A haza: Wiegand - Johannes Lobewein
- Marguerite Volant: Renaud Larochelle - Pierre Curzi
- A hiúság vására: Mr. Sedley - David Ross
- Olsen banda filmek
- Tetthely: Willy Kreutzer felügyelő - Willy Semmelrogge